# Ligue des champions de l'UEFA 2012-2013
Navigation
Édition précédente Édition suivante
La Ligue des champions 2012-2013 est la 58e édition de la coupe d'Europe des clubs champions. 76 clubs européens y participent.
Elle oppose les meilleurs clubs européens qui se sont illustrés dans leurs championnats respectifs la saison précédente.
La finale se déroula le samedi 25 mai 2013 au Stade de Wembley à Londres à l'occasion des 150 ans de la fédération anglaise de football.
Elle oppose le Borussia Dortmund au Bayern Munich. Ce dernier remporte la finale sur le score de 2 buts à 1. C'est la première fois que deux clubs allemands s'affrontent en finale de Ligue des champions.

## Participants
Un total de 76 équipes provenant de 52 associations membres de l'UEFA participent à la Ligue des champions 2012-2013.
D'après les coefficients UEFA des pays 2010-2011, une liste d’accès définit d’abord le nombre de clubs qu’une association a le droit d’envoyer. La répartition pour la saison 2012-2013 est la suivante :
- les associations aux places 1 à 3 envoient les quatre meilleurs clubs de leur championnat[4] ;
- celles aux places 4 à 6 envoient les trois meilleurs ;
- celles aux places 7 à 15, les deux meilleurs ;
- celles aux places 16 à 53, leur champion, exception faite du Liechtenstein dont les clubs membres jouent en Suisse.

Dans un second temps, le rang en championnat détermine le tour d’arrivée. Mais si le tenant du titre, pour qui une place est réservée, se qualifie via son championnat, la liste est décalée : le champion du 13e pays (Belgique) se qualifie directement pour la phase de groupes, le champion du 16e pays (Suisse) accède directement au troisième tour préliminaire et ceux des 48e et 49e pays (Îles Féroé et Irlande du Nord) avancent au deuxième tour préliminaire.
|     | Angleterre                  | Espagne                | Allemagne                  |
| --- | --------------------------- | ---------------------- | -------------------------- |
| 1er | Manchester City (63.882)    | Real Madrid (121.837)  | Borussia Dortmund (31.037) |
| 2e  | Manchester United (141.882) | FC Barcelone (157.837) | Bayern Munich (133.037)    |
| 3e  | Arsenal (113.882)           | Valence CF (89.837)    | Schalke 04 (78.037)        |

|     | Italie            | France                       | Portugal                  |
| --- | ----------------- | ---------------------------- | ------------------------- |
| 1er | Juventus (46.996) | Montpellier HSC (11.835)     | FC Porto (98.069)         |
| 2e  | Milan AC (89.996) | Paris Saint-Germain (45.835) | Benfica Lisbonne (87.069) |

|     | Russie                            | Ukraine                   | Pays-Bas                | Turquie              | Grèce               | Danemark             | Tenant du titre   |
| --- | --------------------------------- | ------------------------- | ----------------------- | -------------------- | ------------------- | -------------------- | ----------------- |
| 1er | Zénith Saint-Pétersbourg (79.066) | Chakhtar Donetsk (84.026) | Ajax Amsterdam (58.103) | Galatasaray (38.310) | Olympiakos (61.420) | Nordsjælland (8.005) | Chelsea (141.837) |

| Barrages | Barrages |  |
| --- | --- |  |
| Aucune entrée | |  |
| Troisième tour de qualification | |  |
| - Belgique : RSC Anderlecht (48.480) - Roumanie : CFR Cluj (18.764) | - Écosse : Celtic Glasgow (32.728) |  |
| Deuxième tour de qualification | |  |
| - Suisse : FC Bâle (53.360) - Israël : Ironi Kiryat Shmona (4.400) - République tchèque : Slovan Liberec (5.570) - Autriche : Red Bull Salzbourg (29.265) - Bulgarie : Ludogorets Razgrad (2.850) - Chypre : AEL Limassol (5.599) - Croatie : Dinamo Zagreb (24.774) - Biélorussie : BATE Borisov (29.641) - Pologne : Śląsk Wrocław (5.483) - Slovaquie : MŠK Žilina (14.974) - Norvège : Molde (3.935) - Serbie : Partizan Belgrade (14.350) - Suède : Helsingborg (12.680) - Bosnie-Herzégovine : Željezničar (3.683) - Finlande : HJK Helsinki (5.326) | - Irlande : Shamrock Rovers (4.475) - Hongrie : Debrecen (7.950) - Moldavie : Sheriff Tiraspol (9.849) - Lituanie : Ekranas (4.875) - Lettonie : Ventspils (5.674) - Géorgie : Zestafoni (4.733) - Azerbaïdjan : Neftchi Bakou (2.241) - Slovénie : NK Maribor (6.424) - Macédoine : FK Vardar Skopje (1.133) - Islande : KR Reykjavik (3.566) - Kazakhstan : Shakhtyor Karagandy (1.816) - Monténégro : Budućnost Podgorica (2.375) - Albanie : Skënderbeu Korçë (1.783) - Estonie : Flora Tallinn (2.283) - Pays de Galles : The New Saints (2.799) - Arménie : Ulisses (0.941) |  |
| Premier tour de qualification | |  |
| - Malte : Valletta FC (2.616) - Irlande du Nord : Linfield (2.766) - Îles Féroé : B36 Tórshavn (0.533) | - Luxembourg : F91 Dudelange (2.716) - Andorre : Lusitanos (0.700) - Saint-Marin : SP Tre Penne (0.933) |  |

| Barrages |
| --- |
| - Quatrième - Angleterre : Tottenham Hotspur Vacant - Espagne : Málaga (16.837) - Allemagne : Borussia Mönchengladbach (15.037) - Troisième - Italie : Udinese (38.996) - France : Lille OSC (38.835) - Portugal : Sporting Braga (63.069) - Deuxième - Russie : Spartak Moscou (46.066)      |
| Troisième tour de qualification |
| - Deuxième - Ukraine : Dynamo Kiev (62.026) - Pays-Bas : Feyenoord (12.603) - Turquie : Fenerbahçe (41.310) - Grèce : Panathinaïkos (50.920) - Danemark : FC Copenhague (46.505) - Belgique : Club Bruges (35.480) - Roumanie : Vaslui (13.764) - Écosse : Glasgow Rangers Motherwell (6.728) |

## Calendrier
Le 23 mai 2012, l’UEFA a publié sur son site Internet le calendrier officiel.
| Nom                                             | Tirage au sort | Match aller                               | Match retour                             | Nombre de participants | Nombre en lice |
| ----------------------------------------------- | -------------- | ----------------------------------------- | ---------------------------------------- | ---------------------- | -------------- |
| Phase qualificative (2012)                      |                |                                           |                                          |                        |                |
| Premier tour de qualification                   | 25 juin        | 3-4 juillet                               | 10-11 juillet                            | 6                      | 76 à 73        |
| Deuxième tour de qualification                  | 25 juin        | 17-18 juillet                             | 24-25 juillet                            | 34                     | 73 à 56        |
| Troisième tour de qualification                 | 20 juillet     | 31 juillet – 1er août                     | 7-8 août                                 | 28                     | 56 à 42        |
| Quatrième tour (Barrages)                       | 10 août        | 21-22 août                                | 28-29 août                               | 20                     | 42 à 32        |
| Phase de groupes (2012)                         |                |                                           |                                          |                        |                |
| Journées 1 et 5 Journées 2 et 6 Journées 3 et 4 | 30 août        | 18-19 septembre 2-3 octobre 23-24 octobre | 20-21 novembre 4-5 décembre 6-7 novembre | 32 (10 + 22)           | 32 à 16        |
| Phase à élimination directe (2013)              |                |                                           |                                          |                        |                |
| Huitièmes de finale                             | 20 décembre    | 12-13-19-20 février                       | 5-6-12-13 mars                           | 16                     | 16 à 8         |
| Quarts de finale                                | 15 mars        | 2-3 avril                                 | 9-10 avril                               | 8                      | 8 à 4          |
| Demi-finales                                    | 12 avril       | 23-24 avril                               | 30 avril – 1er mai                       | 4                      | 4 à 2          |
| Finale                                          | samedi 25 mai  | samedi 25 mai                             | samedi 25 mai                            | 2                      | 2 à 1          |

## Phase qualificative
Les équipes marquées d'un astérisque sont têtes de série lors du tirage au sort et ne peuvent se rencontrer.

### Premier tour de qualification
| Équipe         | Aller | Total  | Retour             | Équipe       |
| -------------- | ----- | ------ | ------------------ | ------------ |
| F91 Dudelange* | 7 - 0 | 11 - 0 | 4 - 0              | SP Tre Penne |
| Valletta FC*   | 8 - 0 | 9 - 0  | 1 - 0              | Lusitanos    |
| Linfield*      | 0 - 0 | 0 - 0  | 0 - 0ap (4 - 3)tab | B36 Tórshavn |

### Deuxième tour de qualification
| Équipe              | Aller | Total | Retour  | Équipe              |
| ------------------- | ----- | ----- | ------- | ------------------- |
| Skënderbeu Korçë    | 1 - 0 | 1 - 3 | 0 - 3   | Debrecen*           |
| NK Maribor*         | 4 - 1 | 6 - 2 | 2 - 1   | Željezničar         |
| MŠK Žilina*         | 1 - 0 | 1 - 2 | 0 - 2   | Ironi Kiryat Shmona |
| BATE Borisov*       | 3 - 2 | 3 - 2 | 0 - 0   | Vardar Skopje       |
| AEL Limassol*       | 3 - 0 | 3 - 0 | 0 - 0   | Linfield            |
| Shamrock Rovers     | 0 - 0 | 1 - 2 | 1 - 2   | Ekranas*            |
| Flora Tallinn       | 0 - 2 | 0 - 5 | 0 - 3   | FC Bâle*            |
| The New Saints      | 0 - 0 | 0 - 3 | 0 - 3   | Helsingborg*        |
| HJK Helsinki*       | 7 - 0 | 9 - 1 | 2 - 1   | KR Reykjavik        |
| Molde               | 3 - 0 | 4 - 1 | 1 - 1   | Ventspils*          |
| F91 Dudelange       | 1 - 0 | 4 - 4 | E3 - 4  | Red Bull Salzbourg* |
| Slovan Liberec*     | 1 - 0 | 2 - 1 | 1 - 1ap | Shakhtyor Karagandy |
| Ludogorets Razgrad  | 1 - 1 | 3 - 4 | 2 - 3   | Dinamo Zagreb*      |
| Neftchi Bakou       | 3 - 0 | 5 - 2 | 2 - 2   | Zestafoni*          |
| Ulisses             | 0 - 1 | 0 - 2 | 0 - 1   | Sheriff Tiraspol*   |
| Valletta FC         | 1 - 4 | 2 - 7 | 1 - 3   | Partizan Belgrade*  |
| Budućnost Podgorica | 0 - 2 | 1 - 2 | 1 - 0   | Śląsk Wrocław*      |

### Troisième tour de qualification
| Équipe               | Aller              | Total              | Retour             | Équipe             |
| Voie des Champions   | Voie des Champions | Voie des Champions | Voie des Champions | Voie des Champions |
| -------------------- | ------------------ | ------------------ | ------------------ | ------------------ |
| NK Maribor *         | 4 - 1              | 5 - 1              | 1 - 0              | F91 Dudelange      |
| BATE Borisov*        | 1 - 1              | 3 - 1              | 2 - 0              | Debrecen           |
| CFR Cluj*            | 1 - 0              | 3 - 1              | 2 - 1              | Slovan Liberec     |
| RSC Anderlecht*      | 5 - 0              | 11 - 0             | 6 - 0              | Ekranas            |
| Śląsk Wrocław        | 0 - 3              | 1 - 6              | 1 - 3              | Helsingborg*       |
| Sheriff Tiraspol     | 0 - 1              | 0 - 5              | 0 - 4              | Dinamo Zagreb*     |
| Celtic Glasgow*      | 2 - 1              | 4 - 1              | 2 - 0              | HJK Helsinki       |
| Molde                | 0 - 1              | 1 - 2              | 1 - 1              | FC Bâle*           |
| Ironi Kiryat Shmona* | 4 - 0              | 6 - 2              | 2 - 2              | Neftchi Bakou      |
| AEL Limassol         | 1 - 0              | 2 - 0              | 1 - 0              | Partizan Belgrade* |
| Voie de la Ligue     |                    |                    |                    |                    |
| Fenerbahçe*          | 1 - 1              | 5 - 2              | 4 - 1              | FC Vaslui          |
| Motherwell           | 0 - 2              | 0 - 5              | 0 - 3              | Panathinaïkos*     |
| FC Copenhague*       | 0 - 0              | 3 - 2              | 3 - 2              | Club Bruges        |
| Dynamo Kiev*         | 2 - 1              | 3 - 1              | 1 - 0              | Feyenoord          |

### Quatrième tour (barrages)
| Équipe                   | Aller              | Total              | Retour             | Équipe              |
| Voie des champions       | Voie des champions | Voie des champions | Voie des champions | Voie des champions  |
| ------------------------ | ------------------ | ------------------ | ------------------ | ------------------- |
| FC Bâle*                 | 1 - 2              | 1 - 3              | 0 - 1              | CFR Cluj            |
| Helsingborgs             | 0 - 2              | 0 - 4              | 0 - 2              | Celtic Glasgow*     |
| BATE Borisov*            | 2 - 0              | 3 - 1              | 1 - 1              | Ironi Kiryat Shmona |
| AEL Limassol             | 2 - 1              | 2 - 3              | 0 - 2              | RSC Anderlecht*     |
| Dinamo Zagreb*           | 2 - 1              | 3 - 1              | 1 - 0              | NK Maribor          |
| Voie de la Ligue         |                    |                    |                    |                     |
| Sporting Braga*          | 1 - 1              | 2 - 2              | 1 - 1ap (5 - 4)tab | Udinese             |
| Spartak Moscou*          | 2 - 1              | 3 - 2              | 1 - 1              | Fenerbahçe          |
| Málaga CF                | 2 - 0              | 2 - 0              | 0 - 0              | Panathinaïkos*      |
| Borussia Mönchengladbach | 1 - 3              | 3 - 4              | 2 - 1              | Dynamo Kiev*        |
| FC Copenhague*           | 1 - 0              | 1 - 2              | 0 - 2ap            | Lille OSC           |

## Phase de groupes

### Format et tirage au sort
Arsenal FC
Chelsea FC
Manchester City
Manchester United
Les 10 vainqueurs des barrages rejoignent les 22 qualifiés d'office pour la phase de groupes, à savoir : 
- les champions, vice-champions et troisièmes des associations classées de 1 à 3 à l'indice UEFA (Angleterre, Espagne et Allemagne);
- les champions et vice-champions des associations classées de 4 à 6 à l'indice UEFA (Italie, Portugal et France) ;
- les 6 champions des associations classées de 7 à 12 à l'indice UEFA (Russie, Ukraine, Pays-Bas, Turquie, Danemark, Grèce) ;
- le tenant du titre, ou -si déjà qualifié- le champion de l'association classée 13 à l'indice UEFA (Belgique).

Ces 32 équipes sont réparties en huit groupes de quatre où elles s'affrontent en matchs aller-retour sur six journées. Les deux premiers de chaque groupe se qualifient pour les huitièmes de finale tandis que les troisièmes de chaque groupe s'en vont disputer les seizièmes de finale de la Ligue Europa.
Pour le tirage au sort, les 32 équipes sont réparties en quatre pots selon leur coefficient UEFA.
Le tenant du titre est placé d'office dans les têtes de série (pot 1), quelle que soit la valeur de son coefficient UEFA par rapport à celle des coefficients des autres équipes en compétition.
- Futur qualifié pour les huitièmes de finale
- Futur repêché en seizièmes de finale de la Ligue Europa

| Pot 1                     | Pot 1   | Pot 2                    | Pot 2  | Pot 3               | Pot 3  | Pot 4             | Pot 4  |
| ------------------------- | ------- | ------------------------ | ------ | ------------------- | ------ | ----------------- | ------ |
| Chelsea (Tenant du titre) | 135.882 | Valence CF               | 89.837 | Olympiakos          | 61.420 | Celtic Glasgow    | 32.728 |
| FC Barcelone              | 157.837 | Benfica Lisbonne         | 87.069 | Ajax Amsterdam      | 58.103 | Borussia Dortmund | 31.037 |
| Manchester United         | 141.882 | Chakhtar Donetsk         | 84.026 | RSC Anderlecht      | 48.480 | BATE Borisov      | 29.641 |
| Bayern Munich             | 133.037 | Zénith Saint-Pétersbourg | 79.066 | Juventus            | 46.996 | Dinamo Zagreb     | 24.774 |
| Real Madrid               | 121.837 | Schalke 04               | 78.037 | Spartak Moscou      | 46.066 | CFR Cluj          | 18.764 |
| Arsenal                   | 113.882 | Manchester City          | 63.882 | Paris Saint-Germain | 45.835 | Málaga CF         | 16.837 |
| FC Porto                  | 98.069  | Sporting Braga           | 63.069 | Lille OSC           | 38.835 | Montpellier HSC   | 11.835 |
| AC Milan                  | 89.996  | Dynamo Kiev              | 62.026 | Galatasaray         | 38.310 | Nordsjælland      | 8.005  |

### Matchs et classements
Légende des classements
- Qualifié pour les huitièmes de finale
- Repêché en seizièmes de finale de la Ligue Europa

Légende des résultats
- Victoire à domicile
- Match nul
- Victoire à l'extérieur

#### Groupe A
| Rang | Équipe              | Pts | J | G | N | P | Bp | Bc | Diff |  | Résultats (▼ dom., ► ext.) | Drapeau de la France | Drapeau du Portugal | Drapeau de l'Ukraine | Drapeau de la Croatie |
| ---- | ------------------- | --- | - | - | - | - | -- | -- | ---- |  | -------------------------- | -------------------- | ------------------- | -------------------- | --------------------- |
| 1    | Paris Saint-Germain | 15  | 6 | 5 | 0 | 1 | 14 | 3  | +11  |  | Paris Saint-Germain        |                      | 2-1                 | 4-1                  | 4-0                   |
| 2    | FC Porto            | 13  | 6 | 4 | 1 | 1 | 10 | 4  | +6   |  | FC Porto                   | 1-0                  |                     | 3-2                  | 3-0                   |
| 3    | Dynamo Kiev         | 5   | 6 | 1 | 2 | 3 | 6  | 10 | -4   |  | Dynamo Kiev                | 0-2                  | 0-0                 |                      | 2-0                   |
| 4    | Dinamo Zagreb       | 1   | 6 | 0 | 1 | 5 | 1  | 14 | -13  |  | Dinamo Zagreb              | 0-2                  | 0-2                 | 1-1                  |                       |

#### Groupe B
| Rang | Équipe          | Pts | J | G | N | P | Bp | Bc | Diff |  | Résultats (▼ dom., ► ext.) | Drapeau de l'Allemagne | Drapeau de l'Angleterre | Drapeau de la Grèce | Drapeau de la France |
| ---- | --------------- | --- | - | - | - | - | -- | -- | ---- |  | -------------------------- | ---------------------- | ----------------------- | ------------------- | -------------------- |
| 1    | Schalke 04      | 12  | 6 | 3 | 3 | 0 | 10 | 6  | +4   |  | Schalke 04                 |                        | 2-2                     | 1-0                 | 2-2                  |
| 2    | Arsenal         | 10  | 6 | 3 | 1 | 2 | 10 | 8  | +2   |  | Arsenal                    | 0-2                    |                         | 3-1                 | 2-0                  |
| 3    | Olympiakos      | 9   | 6 | 3 | 0 | 3 | 9  | 9  | 0    |  | Olympiakos                 | 1-2                    | 2-1                     |                     | 3-1                  |
| 4    | Montpellier HSC | 2   | 6 | 0 | 2 | 4 | 6  | 12 | -6   |  | Montpellier HSC            | 1-1                    | 1-2                     | 1-2                 |                      |

#### Groupe C
| Rang | Équipe                   | Pts | J | G | N | P | Bp | Bc | Diff |  | Résultats (▼ dom., ► ext.) | Drapeau de l'Espagne | Drapeau de l'Italie | Drapeau de la Russie | Drapeau de la Belgique |
| ---- | ------------------------ | --- | - | - | - | - | -- | -- | ---- |  | -------------------------- | -------------------- | ------------------- | -------------------- | ---------------------- |
| 1    | Málaga CF                | 12  | 6 | 3 | 3 | 0 | 12 | 5  | +7   |  | Málaga CF                  |                      | 1-0                 | 3-0                  | 2-2                    |
| 2    | AC Milan                 | 8   | 6 | 2 | 2 | 2 | 7  | 6  | +1   |  | AC Milan                   | 1-1                  |                     | 0-1                  | 0-0                    |
| 3    | Zénith Saint-Pétersbourg | 7   | 6 | 2 | 1 | 3 | 6  | 9  | -3   |  | Zénith Saint-Pétersbourg   | 2-2                  | 2-3                 |                      | 1-0                    |
| 4    | RSC Anderlecht           | 5   | 6 | 1 | 2 | 3 | 4  | 9  | -5   |  | RSC Anderlecht             | 0-3                  | 1-3                 | 1-0                  |                        |

#### Groupe D
| Rang | Équipe            | Pts | J | G | N | P | Bp | Bc | Diff |  | Résultats (▼ dom., ► ext.) | Drapeau de l'Allemagne | Drapeau de l'Espagne | Drapeau des Pays-Bas | Drapeau de l'Angleterre |
| ---- | ----------------- | --- | - | - | - | - | -- | -- | ---- |  | -------------------------- | ---------------------- | -------------------- | -------------------- | ----------------------- |
| 1    | Borussia Dortmund | 14  | 6 | 4 | 2 | 0 | 11 | 5  | +6   |  | Borussia Dortmund          |                        | 2-1                  | 1-0                  | 1-0                     |
| 2    | Real Madrid       | 11  | 6 | 3 | 2 | 1 | 15 | 9  | +6   |  | Real Madrid                | 2-2                    |                      | 4-1                  | 3-2                     |
| 3    | Ajax Amsterdam    | 4   | 6 | 1 | 1 | 4 | 8  | 16 | -8   |  | Ajax Amsterdam             | 1-4                    | 1-4                  |                      | 3-1                     |
| 4    | Manchester City   | 3   | 6 | 0 | 3 | 3 | 7  | 11 | -4   |  | Manchester City            | 1-1                    | 1-1                  | 2-2                  |                         |

#### Groupe E
| Rang | Équipe           | Pts | J | G | N | P | Bp | Bc | Diff |  | Résultats (▼ dom., ► ext.) | Drapeau de l'Italie | Drapeau de l'Ukraine | Drapeau de l'Angleterre | Drapeau du Danemark |
| ---- | ---------------- | --- | - | - | - | - | -- | -- | ---- |  | -------------------------- | ------------------- | -------------------- | ----------------------- | ------------------- |
| 1    | Juventus         | 12  | 6 | 3 | 3 | 0 | 12 | 4  | +8   |  | Juventus                   |                     | 1-1                  | 3-0                     | 4-0                 |
| 2    | Chakhtar Donetsk | 10  | 6 | 3 | 1 | 2 | 12 | 8  | +4   |  | Chakhtar Donetsk           | 0-1                 |                      | 2-1                     | 2-0                 |
| 3    | Chelsea          | 10  | 6 | 3 | 1 | 2 | 16 | 10 | +6   |  | Chelsea                    | 2-2                 | 3-2                  |                         | 6-1                 |
| 4    | Nordsjælland     | 1   | 6 | 0 | 1 | 5 | 4  | 22 | -18  |  | Nordsjælland               | 1-1                 | 2-5                  | 0-4                     |                     |

#### Groupe F
| Rang | Équipe        | Pts | J | G | N | P | Bp | Bc | Diff |  | Résultats (▼ dom., ► ext.) | Drapeau de l'Allemagne | Drapeau de l'Espagne | Drapeau de la Biélorussie | Drapeau de la France |
| ---- | ------------- | --- | - | - | - | - | -- | -- | ---- |  | -------------------------- | ---------------------- | -------------------- | ------------------------- | -------------------- |
| 1    | Bayern Munich | 13  | 6 | 4 | 1 | 1 | 15 | 7  | +8   |  | Bayern Munich              |                        | 2-1                  | 4-1                       | 6-1                  |
| 2    | Valence CF    | 13  | 6 | 4 | 1 | 1 | 12 | 5  | +7   |  | Valence CF                 | 1-1                    |                      | 4-2                       | 2-0                  |
| 3    | BATE Borisov  | 6   | 6 | 2 | 0 | 4 | 9  | 15 | -6   |  | BATE Borisov               | 3-1                    | 0-3                  |                           | 0-2                  |
| 4    | Lille OSC     | 3   | 6 | 1 | 0 | 5 | 4  | 13 | -9   |  | Lille OSC                  | 0-1                    | 0-1                  | 1-3                       |                      |

#### Groupe G
| Rang | Équipe           | Pts | J | G | N | P | Bp | Bc | Diff |  | Résultats (▼ dom., ► ext.) | Drapeau de l'Espagne | Drapeau de l'Écosse | Drapeau du Portugal | Drapeau de la Russie |
| ---- | ---------------- | --- | - | - | - | - | -- | -- | ---- |  | -------------------------- | -------------------- | ------------------- | ------------------- | -------------------- |
| 1    | FC Barcelone     | 13  | 6 | 4 | 1 | 1 | 11 | 5  | +6   |  | FC Barcelone               |                      | 1-2                 | 0-0                 | 3-2                  |
| 2    | Celtic Glasgow   | 10  | 6 | 3 | 1 | 2 | 9  | 8  | +1   |  | Celtic Glasgow             | 2-1                  |                     | 0-0                 | 2-1                  |
| 3    | Benfica Lisbonne | 8   | 6 | 2 | 2 | 2 | 5  | 5  | 0    |  | Benfica Lisbonne           | 0-2                  | 2-1                 |                     | 2-0                  |
| 4    | Spartak Moscou   | 3   | 6 | 1 | 0 | 5 | 7  | 14 | -7   |  | Spartak Moscou             | 0-3                  | 2-3                 | 2-1                 |                      |

#### Groupe H
| Rang | Équipe            | Pts | J | G | N | P | Bp | Bc | Diff |  | Résultats (▼ dom., ► ext.) | Drapeau de l'Angleterre | Drapeau de la Turquie | Drapeau de la Roumanie | Drapeau du Portugal |
| ---- | ----------------- | --- | - | - | - | - | -- | -- | ---- |  | -------------------------- | ----------------------- | --------------------- | ---------------------- | ------------------- |
| 1    | Manchester United | 12  | 6 | 4 | 0 | 2 | 9  | 6  | +3   |  | Manchester United          |                         | 1-0                   | 0-1                    | 3-2                 |
| 2    | Galatasaray       | 10  | 6 | 3 | 1 | 2 | 7  | 6  | +1   |  | Galatasaray                | 1-0                     |                       | 1-1                    | 0-2                 |
| 3    | CFR Cluj          | 10  | 6 | 3 | 1 | 2 | 9  | 7  | +2   |  | CFR Cluj                   | 1-2                     | 1-3                   |                        | 3-1                 |
| 4    | Sporting Braga    | 3   | 6 | 1 | 0 | 5 | 7  | 13 | -6   |  | Sporting Braga             | 1-3                     | 1-2                   | 0-2                    |                     |

## Phase à élimination directe finale
| \| Valence Celtic Glasgow Chakhtar Donetsk Manchester United Arsenal FC Porto AC Milan Schalke Juventus Málaga CF Paris SG Galatasaray Bayern Munich Barcelone Borussia Dortmund Real Madrid \| Localisation des clubs qualifiés pour la phase à élimination directe. Huitième de finalistes Quart de finalistes Demi-finalistes Finaliste Vainqueur |
| Valence Celtic Glasgow Chakhtar Donetsk Manchester United Arsenal FC Porto AC Milan Schalke Juventus Málaga CF Paris SG Galatasaray Bayern Munich Barcelone Borussia Dortmund Real Madrid |

### Qualification et tirage au sort
Pour le tirage des huitièmes de finale, les 8 premiers de groupe du tour précédent sont têtes de série et reçoivent pour le match retour, ils ne peuvent donc pas se rencontrer.
Deux équipes d'une même association nationale ne peuvent pas non plus se rencontrer en huitièmes de finale, de même que deux équipes issues du même groupe. Cette limitation est levée à partir des quarts de finale.
Le tirage au sort des huitièmes de finale de la ligue des champions 2012/2013 a eu lieu le 20 décembre 2012 à Nyon.
| Les 16 qualifiés - récapitulatif avant tirage au sort | Les 16 qualifiés - récapitulatif avant tirage au sort | Les 16 qualifiés - récapitulatif avant tirage au sort |
| Groupe                                                | 1er (tête de série)                                   | 2e                                                    |
| ----------------------------------------------------- | ----------------------------------------------------- | ----------------------------------------------------- |
| A                                                     | Paris Saint-Germain                                   | FC Porto                                              |
| B                                                     | Schalke 04                                            | Arsenal                                               |
| C                                                     | Málaga CF                                             | Milan AC                                              |
| D                                                     | Borussia Dortmund                                     | Real Madrid                                           |
| E                                                     | Juventus                                              | Chakhtar Donetsk                                      |
| F                                                     | Bayern Munich                                         | Valence CF                                            |
| G                                                     | FC Barcelone                                          | Celtic Glasgow                                        |
| H                                                     | Manchester United                                     | Galatasaray                                           |

### Huitièmes de finale
| Équipe           | Aller  | Total | Retour | Équipe              |
| ---------------- | ------ | ----- | ------ | ------------------- |
| Valence CF       | 1 - 2  | 2 - 3 | 1 - 1  | Paris Saint-Germain |
| Celtic Glasgow   | 0 - 3  | 0 - 5 | 0 - 2  | Juventus            |
| Chakhtar Donetsk | 2 - 2  | 2 - 5 | 0 - 3  | Borussia Dortmund   |
| Real Madrid      | 1 - 1  | 3 - 2 | 2 - 1  | Manchester United   |
| Arsenal FC       | 1 - 3E | 3 - 3 | 2 - 0  | Bayern Munich       |
| FC Porto         | 1 - 0  | 1 - 2 | 0 - 2  | Málaga CF           |
| Milan AC         | 2 - 0  | 2 - 4 | 0 - 4  | FC Barcelone        |
| Galatasaray      | 1 - 1  | 4 - 3 | 3 - 2  | Schalke 04          |

### Tableau final
|  | Huitièmes de finale | Huitièmes de finale | Huitièmes de finale | Huitièmes de finale |                     |                     | Quarts de finale | Quarts de finale | Quarts de finale | Quarts de finale |  |  | Demi-finales | Demi-finales | Demi-finales | Demi-finales |  |  | Finale                                | Finale | Finale | Finale |
|  |                     |                     |                     |                     |                     |                     |                  |                  |                  |                  |  |  |              |              |              |              |  |  |                                       |        |        |        |
|  |                     |                     |                     |                     |                     |                     |                  |                  |                  |                  |  |  |              |              |              |              |  |  | 25 mai 2013, Wembley Stadium, Londres |        |        |        |
|  | Arsenal             | Arsenal             | 1                   | 2                   |                     |                     |                  |                  |                  |                  |  |  |              |              |              |              |  |  |                                       |        |        |        |
|  | Arsenal             | Arsenal             | 1                   | 2                   |                     |                     |                  |                  |                  |                  |  |  |              |              |              |              |  |  |                                       |        |        |        |
|  | Bayern Munich       | Bayern Munich       | 3E                  | 0                   |                     |                     |                  |                  |                  |                  |  |  |              |              |              |              |  |  |                                       |        |        |        |
|  | Bayern Munich       | Bayern Munich       | 3E                  | 0                   | Bayern Munich       | Bayern Munich       | 2                | 2                |                  |                  |  |  |              |              |              |              |  |  |                                       |        |        |        |
|  |                     |                     |                     |                     | Bayern Munich       | Bayern Munich       | 2                | 2                |                  |                  |  |  |              |              |              |              |  |  |                                       |        |        |        |
|  |                     |                     | Juventus            | Juventus            | 0                   | 0                   |                  |                  |                  |                  |  |  |              |              |              |              |  |  |                                       |        |        |        |
|  | Celtic Glasgow      | Celtic Glasgow      | Juventus            | Juventus            | 0                   | 0                   | 0                | 0                |                  |                  |  |  |              |              |              |              |  |  |                                       |        |        |        |
|  | Celtic Glasgow      | Celtic Glasgow      |                     |                     |                     |                     |                  | 0                |                  |                  |  |  |              |              |              |              |  |  |                                       |        |        |        |
|  | Juventus            | Juventus            | 3                   | 2                   |                     |                     |                  |                  |                  |                  |  |  |              |              |              |              |  |  |                                       |        |        |        |
|  | Juventus            | Juventus            | 3                   | 2                   | Bayern Munich       | Bayern Munich       | 4                | 3                |                  |                  |  |  |              |              |              |              |  |  |                                       |        |        |        |
|  |                     |                     |                     |                     | Bayern Munich       | Bayern Munich       | 4                | 3                |                  |                  |  |  |              |              |              |              |  |  |                                       |        |        |        |
|  |                     |                     | FC Barcelone        | FC Barcelone        | 0                   | 0                   |                  |                  |                  |                  |  |  |              |              |              |              |  |  |                                       |        |        |        |
|  | Valence CF          | Valence CF          | FC Barcelone        | FC Barcelone        | 0                   | 0                   | 1                | 1                |                  |                  |  |  |              |              |              |              |  |  |                                       |        |        |        |
|  | Valence CF          | Valence CF          |                     |                     |                     |                     |                  | 1                |                  |                  |  |  |              |              |              |              |  |  |                                       |        |        |        |
|  | Paris Saint-Germain | Paris Saint-Germain | 2                   | 1                   |                     |                     |                  |                  |                  |                  |  |  |              |              |              |              |  |  |                                       |        |        |        |
|  | Paris Saint-Germain | Paris Saint-Germain | 2                   | 1                   | Paris Saint-Germain | Paris Saint-Germain | 2                | 1                |                  |                  |  |  |              |              |              |              |  |  |                                       |        |        |        |
|  |                     |                     |                     |                     | Paris Saint-Germain | Paris Saint-Germain | 2                | 1                |                  |                  |  |  |              |              |              |              |  |  |                                       |        |        |        |
|  |                     |                     | FC Barcelone        | FC Barcelone        | 2E                  | 1                   |                  |                  |                  |                  |  |  |              |              |              |              |  |  |                                       |        |        |        |
|  | Milan AC            | Milan AC            | FC Barcelone        | FC Barcelone        | 2E                  | 1                   | 2                | 0                |                  |                  |  |  |              |              |              |              |  |  |                                       |        |        |        |
|  | Milan AC            | Milan AC            |                     |                     |                     |                     |                  | 0                |                  |                  |  |  |              |              |              |              |  |  |                                       |        |        |        |
|  | FC Barcelone        | FC Barcelone        | 0                   | 4                   |                     |                     |                  |                  |                  |                  |  |  |              |              |              |              |  |  |                                       |        |        |        |
|  | FC Barcelone        | FC Barcelone        | 0                   | 4                   | Bayern Munich       | Bayern Munich       | 2                | 2                |                  |                  |  |  |              |              |              |              |  |  |                                       |        |        |        |
|  |                     |                     |                     |                     | Bayern Munich       | Bayern Munich       | 2                | 2                |                  |                  |  |  |              |              |              |              |  |  |                                       |        |        |        |
|  |                     |                     | Borussia Dortmund   | Borussia Dortmund   | 1                   | 1                   |                  |                  |                  |                  |  |  |              |              |              |              |  |  |                                       |        |        |        |
|  | FC Porto            | FC Porto            | Borussia Dortmund   | Borussia Dortmund   | 1                   | 1                   | 1                | 0                |                  |                  |  |  |              |              |              |              |  |  |                                       |        |        |        |
|  | FC Porto            | FC Porto            |                     |                     |                     |                     |                  | 0                |                  |                  |  |  |              |              |              |              |  |  |                                       |        |        |        |
|  | Málaga CF           | Málaga CF           | 0                   | 2                   |                     |                     |                  |                  |                  |                  |  |  |              |              |              |              |  |  |                                       |        |        |        |
|  | Málaga CF           | Málaga CF           | 0                   | 2                   | Málaga CF           | Málaga CF           | 0                | 2                |                  |                  |  |  |              |              |              |              |  |  |                                       |        |        |        |
|  |                     |                     |                     |                     | Málaga CF           | Málaga CF           | 0                | 2                |                  |                  |  |  |              |              |              |              |  |  |                                       |        |        |        |
|  |                     |                     | Borussia Dortmund   | Borussia Dortmund   | 0                   | 3                   |                  |                  |                  |                  |  |  |              |              |              |              |  |  |                                       |        |        |        |
|  | Chakhtar Donetsk    | Chakhtar Donetsk    | Borussia Dortmund   | Borussia Dortmund   | 0                   | 3                   | 2                | 0                |                  |                  |  |  |              |              |              |              |  |  |                                       |        |        |        |
|  | Chakhtar Donetsk    | Chakhtar Donetsk    |                     |                     |                     |                     |                  | 0                |                  |                  |  |  |              |              |              |              |  |  |                                       |        |        |        |
|  | Borussia Dortmund   | Borussia Dortmund   | 2                   | 3                   |                     |                     |                  |                  |                  |                  |  |  |              |              |              |              |  |  |                                       |        |        |        |
|  | Borussia Dortmund   | Borussia Dortmund   | 2                   | 3                   | Borussia Dortmund   | Borussia Dortmund   | 4                | 0                |                  |                  |  |  |              |              |              |              |  |  |                                       |        |        |        |
|  |                     |                     |                     |                     | Borussia Dortmund   | Borussia Dortmund   | 4                | 0                |                  |                  |  |  |              |              |              |              |  |  |                                       |        |        |        |
|  |                     |                     | Real Madrid         | Real Madrid         | 1                   | 2                   |                  |                  |                  |                  |  |  |              |              |              |              |  |  |                                       |        |        |        |
|  | Real Madrid         | Real Madrid         | Real Madrid         | Real Madrid         | 1                   | 2                   | 1                | 2                |                  |                  |  |  |              |              |              |              |  |  |                                       |        |        |        |
|  | Real Madrid         | Real Madrid         |                     |                     |                     |                     |                  | 2                |                  |                  |  |  |              |              |              |              |  |  |                                       |        |        |        |
|  | Manchester United   | Manchester United   | 1                   | 1                   |                     |                     |                  |                  |                  |                  |  |  |              |              |              |              |  |  |                                       |        |        |        |
|  | Manchester United   | Manchester United   | 1                   | 1                   | Real Madrid         | Real Madrid         | 3                | 2                |                  |                  |  |  |              |              |              |              |  |  |                                       |        |        |        |
|  |                     |                     |                     |                     | Real Madrid         | Real Madrid         | 3                | 2                |                  |                  |  |  |              |              |              |              |  |  |                                       |        |        |        |
|  |                     |                     | Galatasaray         | Galatasaray         | 0                   | 3                   |                  |                  |                  |                  |  |  |              |              |              |              |  |  |                                       |        |        |        |
|  | Galatasaray         | Galatasaray         | Galatasaray         | Galatasaray         | 0                   | 3                   | 1                | 3                |                  |                  |  |  |              |              |              |              |  |  |                                       |        |        |        |
|  | Galatasaray         | Galatasaray         |                     |                     |                     |                     |                  | 3                |                  |                  |  |  |              |              |              |              |  |  |                                       |        |        |        |
|  | Schalke 04          | Schalke 04          | 1                   | 2                   |                     |                     |                  |                  |                  |                  |  |  |              |              |              |              |  |  |                                       |        |        |        |
|  | Schalke 04          | Schalke 04          | 1                   | 2                   |                     |                     |                  |                  |                  |                  |  |  |              |              |              |              |  |  |                                       |        |        |        |
|  |                     |                     |                     |                     |                     |                     |                  |                  |                  |                  |  |  |              |              |              |              |  |  |                                       |        |        |        |

### Quarts de finale
| Équipe              | Aller  | Total | Retour | Équipe            |
| ------------------- | ------ | ----- | ------ | ----------------- |
| Bayern Munich       | 2 - 0  | 4 - 0 | 2 - 0  | Juventus          |
| Málaga CF           | 0 - 0  | 2 - 3 | 2 - 3  | Borussia Dortmund |
| Paris Saint-Germain | 2 - 2E | 3 - 3 | 1 - 1  | FC Barcelone      |
| Real Madrid         | 3 - 0  | 5 - 3 | 2 - 3  | Galatasaray       |

### Demi-finales
| Équipe            | Aller | Total | Retour | Équipe       |
| ----------------- | ----- | ----- | ------ | ------------ |
| Bayern Munich     | 4 - 0 | 7 - 0 | 3 - 0  | FC Barcelone |
| Borussia Dortmund | 4 - 1 | 4 - 3 | 0 - 2  | Real Madrid  |

### Finale
La finale se dispute sur une seule rencontre, le samedi 25 mai 2013, à Londres en  Angleterre, au Wembley Stadium. C'est la première fois que deux clubs allemands s’affrontent en finale de la Ligue des champions. La rencontre est arbitrée par l'Italien Nicola Rizzoli.
| Club              | Score | Club          |
| ----------------- | ----- | ------------- |
| Borussia Dortmund | 1 - 2 | Bayern Munich |

## Nombre d'équipes par association et par tour
L'ordre des fédérations est établi suivant le classement UEFA des championnats en 2011, ordre qui a déterminé les places qualificatives..
| Angleterre          |                     | 4 Chelsea, Man. Utd, Arsenal, Man. City | 2 Man. Utd, Arsenal                |                           |                    |                    |  |  |
| Espagne             |                     | 4 Valence, Barcelone, Real, Málaga      | 4 Valence, Barcelone, Real, Málaga | 3 Real, Barcelone, Málaga | 2 Real, Barcelone  |                    |  |  |
| Allemagne           |                     | 3 Dortmund, Bayern, Schalke             | 3 Dortmund, Bayern, Schalke        | 2 Dortmund, Bayern        | 2 Dortmund, Bayern | 2 Dortmund, Bayern |  |  |
| Italie              |                     | 2 AC Milan, Juventus                    | 2 AC Milan, Juventus               | 1 Juventus                |                    |                    |  |  |
| France              |                     | 3 LOSC, Montpellier, PSG                | 1 PSG                              | 1 PSG                     |                    |                    |  |  |
| Portugal            |                     | 3 Porto, Benfica, Braga                 | 1 Porto                            |                           |                    |                    |  |  |
| Russie              |                     | 2 Zénith, Spartak                       |                                    |                           |                    |                    |  |  |
| Ukraine             |                     | 2 Donetsk, Kiev                         | 1 Donetsk                          |                           |                    |                    |  |  |
| Autres associations | Autres associations | 9                                       | 2 Celtic Glasgow, Galatasaray      | 1 Galatasaray             |                    |                    |  |  |
| Total               | Total               | 32                                      | 16                                 | 8                         | 4                  | 2                  |  |  |

- Associations n'ayant qu'un seul club représentant en phase de groupe, élimination :
  - en phase de groupe :  BATE,  Olympiakos,  Nordsjælland,  Ajax,  Zagreb,  Anderlecht,  Cluj
  - en huitièmes de finale :  Celtic Glasgow
  - en quart-de-finale :  Galatasaray

## Classements annexes
Dernière mise à jour faite après les matches du 1er mai 2013
- Statistiques officielles de l'UEFA
- Rencontres de qualification non-incluses

### Buteurs
| Rang | Buteur             | Club              | Buts | Minutes jouées |
| ---- | ------------------ | ----------------- | ---- | -------------- |
| 1    | Cristiano Ronaldo  | Real Madrid       | 12   | 1080           |
| 2    | Robert Lewandowski | Borussia Dortmund | 10   | 1090           |
| 3    | Burak Yilmaz       | Galatasaray       | 8    | 767            |
| 4    | Lionel Messi       | Barcelone         | 8    | 826            |
| 5    | Thomas Müller      | Bayern Munich     | 8    | 1045           |
| 6    | Oscar              | Chelsea FC        | 5    | 449            |
| 7    | Jonas              | Valence           | 5    | 451            |
| 8    | Alan               | Braga             | 5    | 492            |
| 9    | Karim Benzema      | Real Madrid       | 5    | 532            |
| 10   | Ezequiel Lavezzi   | Paris SG          | 5    | 572            |

### Passeurs
|    | Passeur            | Club              | Passes | Minutes jouées |
| -- | ------------------ | ----------------- | ------ | -------------- |
| 1  | Zlatan Ibrahimović | Paris SG          | 7      | 793            |
| 2  | Karim Benzema      | Real Madrid       | 5      | 532            |
| 3  | Mesut Özil         | Real Madrid       | 5      | 722            |
| 4  | Ángel Di María     | Real Madrid       | 5      | 794            |
| 5  | Mario Götze        | Borussia Dortmund | 5      | 887            |
| 6  | Modou Sougou       | CFR Cluj          | 4      | 324            |
| 7  | Olivier Giroud     | Arsenal           | 4      | 383            |
| 8  | Wayne Rooney       | Manchester United | 4      | 461            |
| 9  | Christian Eriksen  | Ajax Amsterdam    | 4      | 540            |
| 10 | Isco               | Málaga FC         | 4      | 708            |

### Équipe-type de la Ligue des champions de l'UEFA 2012-2013
| Poste | Joueur                 | Club              |
| ----- | ---------------------- | ----------------- |
| GK    | Roman Weidenfeller     | Borussia Dortmund |
| DC    | Mats Hummels           | Borussia Dortmund |
| DC    | Sergio Ramos           | Real Madrid       |
| DL    | Philipp Lahm           | Bayern Munich     |
| DL    | David Alaba            | Bayern Munich     |
| MR    | Xavi                   | FC Barcelone      |
| MR    | Bastian Schweinsteiger | Bayern Munich     |
| ML    | Thomas Müller          | Bayern Munich     |
| Ai    | Arjen Robben           | Bayern Munich     |
| SA    | Cristiano Ronaldo      | Real Madrid       |
| AC    | Robert Lewandowski     | Borussia Dortmund |